# Kubin (Masallı)
Kubin è un comune dell'Azerbaigian situato nel distretto di Masallı.   